# Sunday Tabloid
Sunday Tabloid è stata una trasmissione televisiva condotta da Annalisa Bruchi andata in onda ogni domenica dal 25 settembre al 20 novembre 2016 su Rai 2 nella fascia oraria del preserale.

## Il programma
Il programma è un settimanale di approfondimento sul tema della politica, del costume e della cultura.
Esso si avvale anche dei contributi di Dario Vergassola per la parte comica, di Mario Sechi per l'agenda della settimana riguardo ai temi caldi della politica mondiale e nazionale, del giornalista Davide Maria De Luca che si occupa della verifica dei fatti (fact checking) e di Aldo Cazzullo.
La trasmissione viene soppressa dopo sole 7 puntate a causa dei bassi ascolti. Alla stessa squadra di conduttori e giornalisti, già protagonisti di 2Next - Economia e Futuro, viene affidato già dall'8 dicembre 2016 lo spazio della seconda serata del  giovedì nel nuovo programma Night Tabloid.

## Puntate
- 1ª puntata, 25 settembre 2016[6][7]
- 2ª puntata, 2 ottobre 2016: Roberto D'Agostino, Stefano Parisi, Giulia Bongiorno e Luca Argentero.
- 3ª puntata, 9 ottobre 2016: Dario Nardella, Giuliano Poletti, Enrico Lucci, Valentina Petrini, Roberto Faenza e Greta Scarano[8]
- 4ª puntata, 16 ottobre 2016: Paolo Crepet, Renato Brunetta [9]
- 5ª puntata, 6 novembre 2016: Giorgia Meloni, Raffaello Lupi (professore di diritto tributario),[10]
- 6ª puntata, 13 novembre 2016: Massimo Ferrero, Alan Friedman [11]
- 7ª puntata, 20 novembre 2016: Stefania Giannini, Pablo Trincia, Federico Rampini [12]